# 宮城県中学校一覧
| 総数                        | 196校・1分校     |
| 国立                        | 1校              |
| 公立                        | 187校・1分校     |
| 私立                        | 8校              |
| 教育委員会所在地            | 〒980-8423       |
| 宮城県仙台市青葉区本町3-8-1 |                  |
| 公式サイト                  | 宮城県教育委員会 |

宮城県中学校一覧（みやぎけんちゅうがっこういちらん）は、宮城県の中学校および中等教育学校（前期課程）の一覧。

## 国立中学校
- 宮城教育大学附属中学校

## 公立中学校・中等教育学校

### 仙台市

#### 青葉区
- 仙台市立第一中学校
- 仙台市立第二中学校
- 仙台市立三条中学校
- 仙台市立上杉山中学校
- 仙台市立五城中学校
- 仙台市立五橋中学校
- 仙台市立台原中学校
- 仙台市立北仙台中学校
- 仙台市立中山中学校
- 仙台市立桜丘中学校
- 仙台市立折立中学校
- 仙台市立広瀬中学校
- 仙台市立大沢中学校
- 仙台市立吉成中学校
- 仙台市立南吉成中学校
- 仙台市立広陵中学校
- 仙台市立仙台青陵中等教育学校
- 仙台市立錦ケ丘中学校

#### 太白区
- 仙台市立愛宕中学校
- 仙台市立長町中学校
- 仙台市立中田中学校
- 仙台市立西多賀中学校
- 仙台市立生出中学校
- 仙台市立郡山中学校
- 仙台市立八木山中学校
- 仙台市立山田中学校
- 仙台市立袋原中学校
- 仙台市立人来田中学校
- 仙台市立秋保中学校
- 仙台市立富沢中学校
- 仙台市立茂庭台中学校
- 仙台市立柳生中学校

#### 宮城野区
- 仙台市立宮城野中学校
- 仙台市立東仙台中学校
- 仙台市立東華中学校
- 仙台市立高砂中学校
- 仙台市立岩切中学校
- 仙台市立鶴谷中学校
- 仙台市立中野中学校
- 仙台市立幸町中学校
- 仙台市立西山中学校
- 仙台市立田子中学校

#### 若林区

##### 県立
- 宮城県仙台二華中学校

##### 市立
- 仙台市立八軒中学校
- 仙台市立南小泉中学校
- 仙台市立六郷中学校
- 仙台市立七郷中学校
- 仙台市立蒲町中学校
- 仙台市立沖野中学校

#### 泉区
- 仙台市立七北田中学校
- 仙台市立根白石中学校
- 仙台市立八乙女中学校
- 仙台市立将監中学校
- 仙台市立南光台中学校
- 仙台市立向陽台中学校
- 仙台市立加茂中学校
- 仙台市立将監東中学校
- 仙台市立鶴が丘中学校
- 仙台市立寺岡中学校
- 仙台市立南光台東中学校
- 仙台市立長命ケ丘中学校
- 仙台市立南中山中学校
- 仙台市立高森中学校
- 仙台市立住吉台中学校
- 仙台市立松陵中学校
- 仙台市立館中学校

### 石巻市
- 石巻市立石巻中学校
- 石巻市立住吉中学校
- 石巻市立湊中学校
- 石巻市立蛇田中学校
- 石巻市立渡波中学校
- 石巻市立稲井中学校
- 石巻市立山下中学校
- 石巻市立青葉中学校
- 石巻市立万石浦中学校
- 石巻市立飯野川中学校
- 石巻市立河北中学校
- 石巻市立雄勝中学校
- 石巻市立河南東中学校
- 石巻市立河南西中学校
- 石巻市立桃生中学校
- 石巻市立北上中学校
- 石巻市立牡鹿中学校

### 塩竈市
- 塩竈市立第一中学校
- 塩竈市立浦戸中学校
- 塩竈市立第二中学校
- 塩竈市立玉川中学校

### 気仙沼市
- 気仙沼市立気仙沼中学校
- 気仙沼市立鹿折中学校
- 気仙沼市立松岩中学校
- 気仙沼市立面瀬中学校
- 気仙沼市立新月中学校
- 気仙沼市立階上中学校
- 気仙沼市立唐桑中学校
- 気仙沼市立津谷中学校
- 気仙沼市立大谷中学校

### 白石市
- 白石市立白石中学校
- 白石市立小原中学校
- 白石市立福岡中学校
  - 公立刈田綜合病院分校
- 白石市立東中学校
- 白石市立白石南小中学校

### 名取市
- 名取市立増田中学校
- 名取市立第一中学校
- 名取市立第二中学校
- 名取市立みどり台中学校
- 名取市立閖上小中学校

### 角田市
- 角田市立角田中学校
- 角田市立北角田中学校

### 多賀城市
- 多賀城市立多賀城中学校
- 多賀城市立第二中学校
- 多賀城市立東豊中学校
- 多賀城市立高崎中学校
- 塩竈市立第三中学校（運営は塩竈市で、学区に多賀城市内は含まれていない。）

### 岩沼市
- 岩沼市立岩沼中学校
- 岩沼市立岩沼北中学校
- 岩沼市立岩沼西中学校
- 岩沼市立玉浦中学校

### 登米市
- 登米市立佐沼中学校
- 登米市立新田中学校
- 登米市立登米中学校
- 登米市立東和中学校
- 登米市立中田中学校
- 登米市立豊里小中学校
- 登米市立米山中学校
- 登米市立石越中学校
- 登米市立南方中学校
- 登米市立津山中学校

### 栗原市
- 栗原市立金成小中学校
- 栗原市立栗駒中学校
- 栗原市立築館中学校
- 栗原市立志波姫中学校
- 栗原市立若柳中学校
- 栗原市立栗原西中学校
- 栗原市立栗原南中学校

### 東松島市
- 東松島市立矢本第一中学校
- 東松島市立矢本第二中学校
- 東松島市立鳴瀬未来中学校

### 大崎市

#### 県立
- 宮城県古川黎明中学校

#### 市立
- 大崎市立古川中学校
- 大崎市立古川東中学校
- 大崎市立古川北中学校
- 大崎市立古川西小中学校
- 大崎市立古川南中学校
- 大崎市立松山中学校
- 大崎市立三本木中学校
- 大崎市立鹿島台中学校
- 大崎市立岩出山中学校
- 大崎市立鳴子小中学校
- 大崎市立田尻中学校

### 富谷市
- 富谷市立富谷中学校
- 富谷市立富谷第二中学校
- 富谷市立東向陽台中学校
- 富谷市立日吉台中学校
- 富谷市立成田中学校

### 刈田郡
- 蔵王町立円田中学校
- 蔵王町立宮中学校
- 蔵王町立遠刈田中学校
- 七ヶ宿町立七ヶ宿中学校

### 柴田郡
- 大河原町立大河原中学校
- 大河原町立金ケ瀬中学校
- 村田町立村田第一中学校
- 村田町立村田第二中学校
- 柴田町立槻木中学校
- 柴田町立船岡中学校
- 柴田町立船迫中学校
- 川崎町立川崎中学校
- 川崎町立富岡中学校

### 伊具郡
- 丸森町立丸森中学校

### 亘理郡
- 亘理町立亘理中学校
- 亘理町立荒浜中学校
- 亘理町立吉田中学校
- 亘理町立逢隈中学校
- 山元町立山元中学校

### 宮城郡
- 松島町立松島中学校
- 七ヶ浜町立七ヶ浜中学校
- 七ヶ浜町立向洋中学校
- 利府町立利府中学校
- 利府町立しらかし台中学校
- 利府町立利府西中学校

### 黒川郡
- 大和町立大和中学校
- 大和町立宮床中学校
- 大郷町立大郷中学校
- 大衡村立大衡中学校

### 加美郡
- 色麻町立色麻学園
- 加美町立中新田中学校
- 加美町立鳴峰中学校

### 遠田郡
- 涌谷町立涌谷中学校
- 美里町立美里中学校

### 牡鹿郡
- 女川町立女川中学校

### 本吉郡
- 南三陸町立志津川中学校
- 南三陸町立歌津中学校

## 私立中学校・中等教育学校
- 秀光中学校
- 尚絅学院中学校
- 聖ウルスラ学院英智中学校
- 聖ドミニコ学院中学校
- 仙台白百合学園中学校
- 東北学院中学校
- 古川学園中学校
- 宮城学院中学校